# Achterstraße 34 (Oebisfelde)

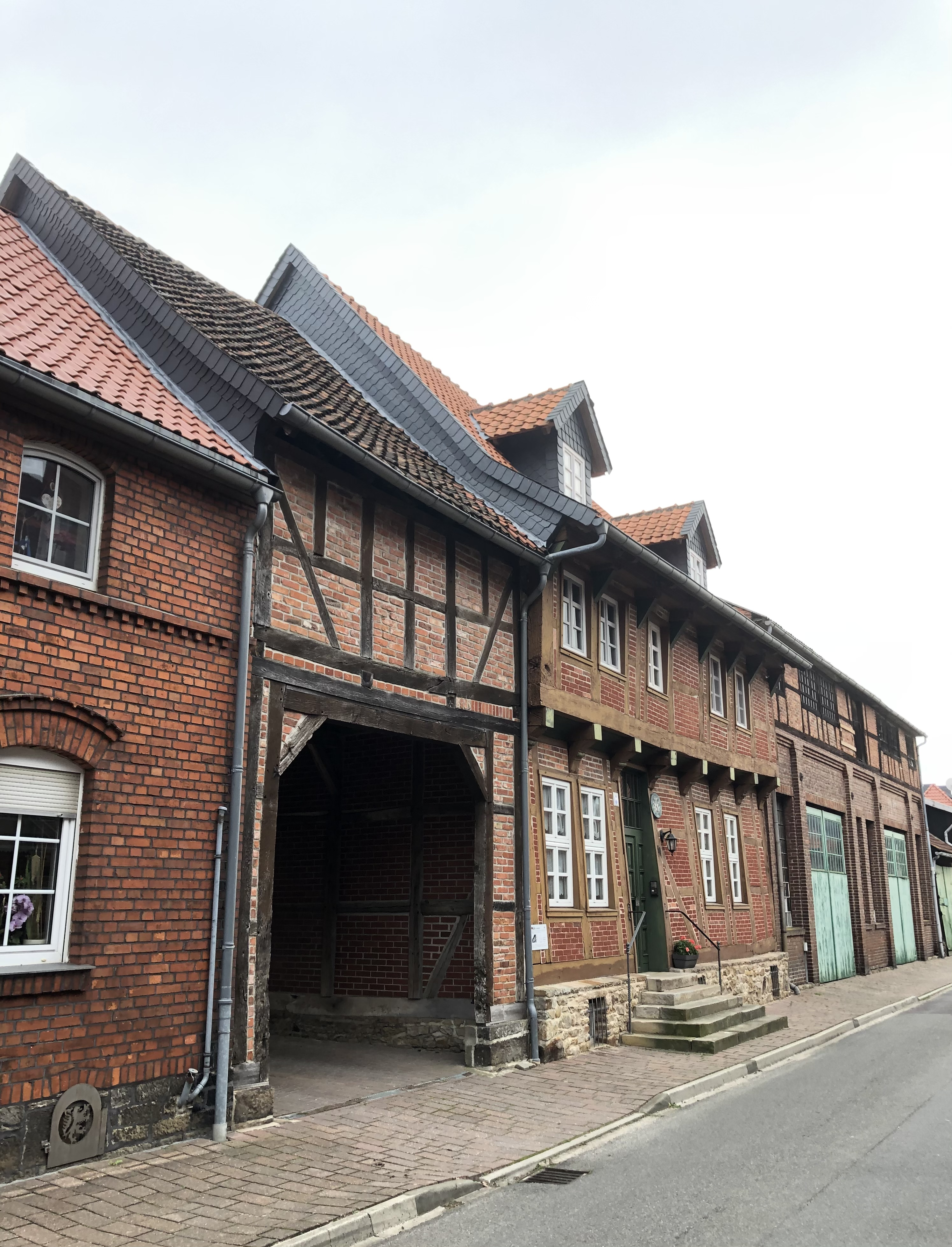
Achterstraße 34 im Jahr 2021

Die Achterstraße 34 ist ein denkmalgeschütztes Wohnhaus in Oebisfelde-Weferlingen in Sachsen-Anhalt.

## Lage
Das Gebäude befindet sich im Ortsteil Oebisfelde auf der Ostseite der Achterstraße nahe deren nördlichen Ende. Es gehört zum Denkmalbereich der Altstadt Oebisfelde. In der Vergangenheit bestand auch eine Zugehörigkeit zum Denkmalbereich Achterstraße.

## Architektur und Geschichte
Das zweigeschossige Fachwerkhaus entstand in der Spätgotik, möglicherweise noch im 15. Jahrhundert. Es ist traufständig zur Straße ausgerichtet, wobei das obere Geschoss auf Knaggen ruhend deutlich in den Straßenraum vorkragt. Nach Westen ist der Bau in Stockwerkbauweise, nach Osten zum Hof hin als Ständerbau ausgeführt. Der Ständerbau verfügt über eine Ankerbalkenkonstruktion mit Zapfohren. Es erfolgten mehrfach Umbauten, dabei entstand auch die über eine Freitreppe von der Straße aus zu erreichende Haustür. 
Im Jahr 1996 erwarb Stefan Kleemann das stark sanierungsbedürftige Gebäude von der WOBAU Oebisfelde. 1997 wurde die Sanierung abgeschlossen und drei Wohnungen im Gebäude eingerichtet.
Im örtlichen Denkmalverzeichnis ist das Wohnhaus unter der Erfassungsnummer 094 82983 als Baudenkmal verzeichnet.
Das Gebäude gilt als architekturgeschichtlich wichtig und bedeutendes, wohl ältestes Gebäude der Stadt Oebisfelde.